# Campeonato de beisebol escolar do Japão

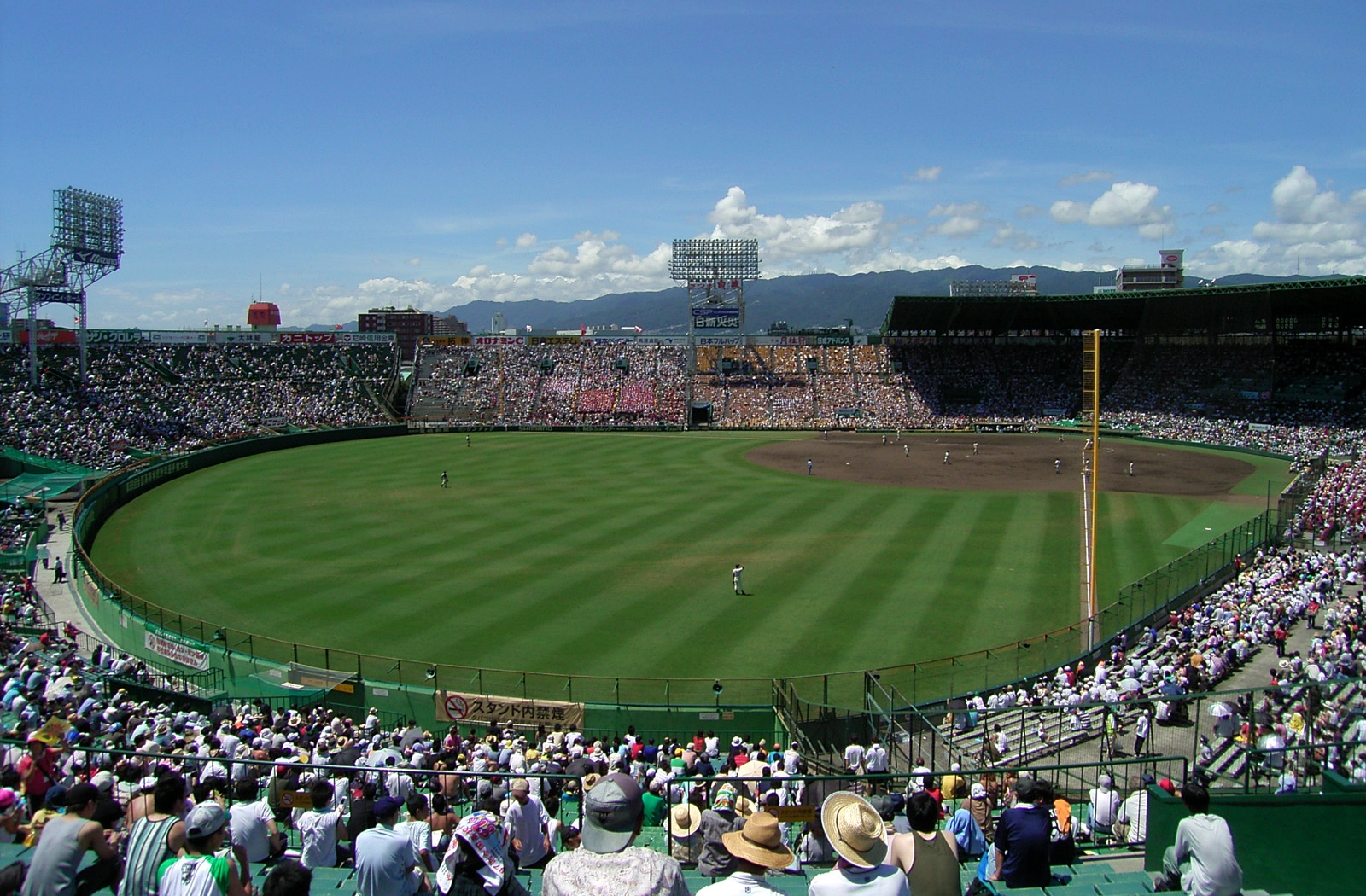
Estádio Koshien local onde ocorrem as partidas do campeonato.

O Campeonato de beisebol escolar do Japão (全国高等学校野球選手権大会, zenkoku kōtō gakkō yakyū senshuken taikai) é o maior campeonato escolar de baseball do Japão. Onde participam cerca de 4,1 mil colégios na fase eliminatória para tentar conquistar 32 vagas para a fase final. As partidas são realizadas no Estádio Hanshin Kōshien comumente chamado de Estádio Koshien, que é considerado o “templo sagrado” do baseball. Os jogos são transmitidos pela televisão. O jornal Asahi Shimbun é o principal patrocinador do torneio.